# 2008年北印度洋氣旋季
2008年北印度洋氣旋季泛指在2008年全年內的任何時間，於北印度洋水域所產生的熱帶氣旋。雖然有關方面並沒有設下本颱風季的指定期限，但大部份北印度洋的熱帶氣旋通常都會於四月至十二月期間形成。
该风季是最具灾难性的风季，其中（氣旋納爾吉斯）并带走了138,173条人命，大部分都是缅甸，同时也造成了129亿美元损失，创下了最昂贵的记录，直到被2020年打破。
本條目的範圍僅侷限於北印度洋水域。在北印度洋產生的氣旋風暴是由隶属于印度地球科学部的印度氣象局新德里颱風中心命名，而在該地區的熱帶低氣壓的編號都以 A/B 字母作結。
在香港天文台的天氣圖上也包括東北印度洋地區，若有熱帶氣旋形成，則採用世界氣象組織級別法，最高強度都稱之為「颱風」，所有風暴都是無命名的。
（以下各氣旋風暴資訊以氣旋風暴存在期間的最強形態為名稱。）

## 熱帶氣旋
自2008年北印度洋氣旋季開始以來，本氣旋季總共產生了4個熱帶氣旋。

### 特強氣旋風暴納爾吉斯 (Nargis)
在4月27日，一低氣壓在金奈之東南形成。同日，它增強為一強低氣壓。同日，聯合颱風警報中心將它確認為熱帶氣旋。第二天，它逐漸增強為一強烈氣旋風暴，並被命名為Nargis。4月29日，它增強為一特強氣旋風暴。5月2日，它在緬甸南部登陸，並減弱為一強烈氣旋風暴。第二天，印度氣象部及聯合颱風警報中心為它發出最後報告。

## 其他熱帶氣旋
除了被印度氣象部門命名的熱帶氣旋外，還有一些沒被命名的低氣壓和被聯合颱風警報中心編號的熱帶氣旋。以下列出那些熱帶氣旋的資料。

### 低氣壓ARB01
在6月5日，一低氣壓在孟買之西南形成。6月7日，印度氣象部為它發出最後報告。

### 低氣壓BOB02
在6月16日，一低氣壓在加爾各答之東南形成。同日，它在孟加拉登陸。6月18日，印度氣象部為它發出最後報告。

### 低氣壓BOB03
在8月9日，一低氣壓在奧里薩邦沿岸形成。第二天，它在奧里薩邦登陸。同日，印度氣象部為它發出最後報告。

## 2008年風暴名單
北印度洋的熱帶氣旋自2004年起採用命名系統，命名工作由印度氣象局負責，名字是根據以下名單而定，不按年度劃分。風暴名字是由8個國家各自提交8個名稱，並以該國英文名稱按字母順序排列。之前使用過的與本年未用名稱以灰色表示，黑體字表示今年已經使用過，粗體名稱表示該風暴活躍中。納爾吉斯是2008年第一個北印度洋熱帶氣旋。
| 提供國家 | 名稱    | 名稱     | 名稱    | 名稱    |
| 提供國家 | 第1組   | 第2組    | 第3組   | 第4組   |
| -------- | ------- | -------- | ------- | ------- |
| 孟加拉國 | Onil    | Ogni     | Nisha   | Giri    |
| 印度     | Agni    | Akash    | Bijli   | Jal     |
| 馬爾代夫 | Hibaru  | Gonu     | Aila    | Keila   |
| 緬甸     | Pyarr   | Yemyin   | Phyan   | Thane   |
| 阿曼     | Baaz    | Sidr     | Ward    | Murjan  |
| 巴基斯坦 | Fanoos  | Nargis   | Laila   | Nilam   |
| 斯里蘭卡 | Mala    | Rashmi   | Bandu   | Mahasen |
| 泰國     | Mukda   | Khai Muk | Phet    | Phailin |
| 提供國家 | 名稱    | 名稱     | 名稱    | 名稱    |
| 提供國家 | 第5組   | 第6組    | 第7組   | 第8組   |
| 孟加拉國 | Helen   | Chapala  | Ockhi   | Fani    |
| 印度     | Lehar   | Megh     | Sagar   | Vayu    |
| 馬爾代夫 | Madi    | Roanu    | Mekunu  | Hikaa   |
| 緬甸     | Nanauk  | Kyant    | Daye    | Kyarr   |
| 阿曼     | Hudhud  | Nada     | Luban   | Maha    |
| 巴基斯坦 | Nilofar | Vardah   | Titli   | Bulbul  |
| 斯里蘭卡 | Priya   | Asiri    | Gigum   | Soba    |
| 泰國     | Komen   | Mora     | Phethai | Amphan  |

## 內部連結
- 2008年太平洋颱風季
- 2008年太平洋颶風季
- 2008年大西洋颶風季
- 2007－2008年西南印度洋熱帶氣旋季
- 2007－2008年澳洲地區熱帶氣旋季
- 2007－2008年南太平洋熱帶氣旋季
- 2008－2009年西南印度洋熱帶氣旋季
- 2008－2009年澳洲地區熱帶氣旋季
- 2008－2009年南太平洋熱帶氣旋季

## 外部連結
- 印度氣象局
- 聯合颱風警報中心（页面存档备份，存于）